# Samantha Futerman

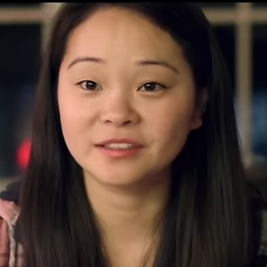
Samantha Futerman

Samantha Futerman (* 19. November 1987 in Busan, Südkorea als Ra-Hee Chung) ist eine südkoreanisch-amerikanische Schauspielerin.

## Leben
Futerman wurde von den amerikanischen Eltern Jackie und Judd Futerman adoptiert und hat zwei Brüder. Futerman besuchte die High School in Verona, NJ. Anschließend ging sie an die Boston University, wo sie einen BA in Fine Arts erhielt.
Mit 16 Jahren gab Futerman 2005 ihr Spielfilmdebüt mit der Hauptrolle in The Motel. Im selben Jahr landete Futerman ihre Rolle in dem Film Die Geisha, für den sie mit ihrer Rolle als Satsu internationale Aufmerksamkeit erlangte. Anfang 2007 spielte Futerman eine Nebenrolle in dem Film Dear Lemon Lima neben Meaghan Martin und Melissa Leo. 2011 zog sie nach Los Angeles, um ihre schauspielerischen Interessen zu verfolgen.
2012 erschien sie in einem YouTube-Video High School Virgin. Nachdem sie dieses Video gesehen hatte, kontaktierte Futermans eineiige Zwillingsschwester Anaïs Bordier, mit der sie bei der Geburt getrennt worden war und von der sie nichts wusste, Futerman am 21. Februar 2013 über Facebook. Mit Hilfe von Dr. Nancy Segal, unterzogen sich die Frauen einem DNA-Test, der bestätigte, dass Futerman und Bordier tatsächlich Zwillinge sind. Im Mai 2013 trafen sich die Frauen zum ersten Mal persönlich, als Futerman beschloss, Bordier an einer Londoner Schule zu besuchen. Beide Schwestern machten einen Dokumentarfilm über ihr Leben mit dem Titel Twinsters, der am 21. März 2015 veröffentlicht wurde.
Futerman und die Schauspielerin Jenna Ushkowitz halfen bei der Gründung von Kindred, einer Stiftung, die die Adoption unterstützt.
Am 19. März 2022 heiratete Futerman Ryan Miyamoto, der gemeinsam mit ihr den Film Twinsters inszenierte, bei einer Zeremonie in New York City. Im Jahr 2024 brachte sie ihre Tochter zur Welt.

## Filmografie (Auswahl)
- 2005: The Motel
- 2005: Die Geisha
- 2007: Dear Lemon Lima
- 2007: Across the Universe
- 2008: Harold
- 2010: Verrückt nach dir
- 2011: A Gifted Man (Fernsehserie, Episode 5x01)
- 2012: Up All Night (Fernsehserie, Episode 21x01)
- 2012: Harry’s Law (Fernsehserie, Episode 17x02)
- 2013: 21 & Over
- 2013: Man-Up
- 2013: The Big C (Fernsehserie, 2 Episoden)
- 2013–2015: Kroll Show (Fernsehserie, 5 Episoden)
- 2014: Suburgatory (Fernsehserie, Episode 6x03)
- 2014: Law & Order: Special Victims Unit (Fernsehserie, Episode 9x16)
- 2015: Twinsters
- 2015–2016: John Hughes Ruined My Life (Fernsehserie)
- 2021: From Here[8]